# Metody i techniki heurystyczne
Metody i techniki heurystyczne – ogół sposobów i reguł postępowania służących podejmowaniu najwłaściwszych decyzji w skomplikowanych sytuacjach, wymagających analizy dostępnych informacji, a także przewidywania zjawisk przyszłych; oparte na twórczym myśleniu i kombinacjach logicznych.

## Podstawowe metody heurystyczne[2]
1. Metoda transferu pojęć, polegająca na przenoszeniu pojęć z jednej dziedziny do drugiej.
2. Metoda definicji, polegająca na uściślaniu definicji powszechnie używanych słów przy założeniu, że ustalenie kwestii terminologicznych niejednokrotnie jest istotne dla meritum problemu.
3. Metoda odnawiania, sprowadzająca się do włączenia do danej doktryny nowych osiągnięć w rozważanej dziedzinie, co pozwala na nową interpretację już znanych faktów.
4. Metoda "czarnych skrzynek", polegająca na oddziaływaniu na nieznany układ w taki sposób, aby wyniki tego działania wykorzystać do formułowania wniosków dotyczących tego układu.

## Inne metody heurystyczne[3]
- Metoda "burza mózgów".
- Metoda "nowego spojrzenia". Metoda ta opiera się na założeniu, że oddalając się od określonego problemu w przestrzeni lub w czasie, odnajduje się "nowe spojrzenie" na ten problem, regeneruje się i wzbogaca wyobraźnię i zmienia sposób myślenia. Tak zwane "myślenie obok" przenosi zainteresowania z centrum problemu na jego peryferie, doprowadza do badania jego genezy z pożytkiem dla jego istoty. Dlatego korzystna jest zmiana otoczenia lub odłożenie, przerwania na pewien czas prób rozwiązania.
- Metoda niekompetencji. Metoda ta opiera się na zebraniu poglądów szeregu niespecjalistów, laików w dziedzinie badanego problemu z założeniem, że jeżeli na, powiedzmy, tysiąc przedstawionych projektów dziewięćset dziewięćdziesiąt dziewięć będzie absurdalnych i bez wartości, to jeden może okazać się wartościowy i odmienny od propozycji, jakie mogliby przedstawić specjaliści.
- Metoda "macierzy odkrywczej". Metoda polega na badaniu, za pomocą tablic krzyżowych (macierzy), kombinacji cech badanego przedmiotu. Puste pola tablicy oznaczają niezbadane jeszcze możliwości.
- Metoda "reszt". Metoda ta polega na wykorzystaniu poglądów, teorii, pomysłów i rozwiązań przedtem odrzuconych.
- Metoda teratologiczna. Metoda ta opiera się na zasadzie, że sytuacja patologiczna rzuca światło na sytuację normalną, co pozwala na krytykę rozwiązań nienormalnych i eliminowanie fałszywych hipotez.
- Metoda przeniesienia analogicznego. Metoda ta polega na badaniu możliwości wykorzystania pewnego prawa do opisania podobnych prawidłowości, lecz występujących w innej dziedzinie. Istotą tej metody jest poszukiwanie analogii wśród przedmiotów, systemów lub zjawisk pozornie odmiennych, lecz podobnych pod względem strukturalnym, a następnie wykorzystywanie zdobytych doświadczeń lub spostrzeżeń w odniesieniu do dziedziny, która nas interesuje.